# جون كانون
جون كانون (بالإنجليزية: John Cannon)‏ (و. 1933 – 1999 م) هو سائق فورمولا 1، ومهندس، وسائق سباق كندي، ولد في لندن، توفي في نيومكسيكو، عن عمر يناهز 66 عاماً.
.